# Boerenwacht

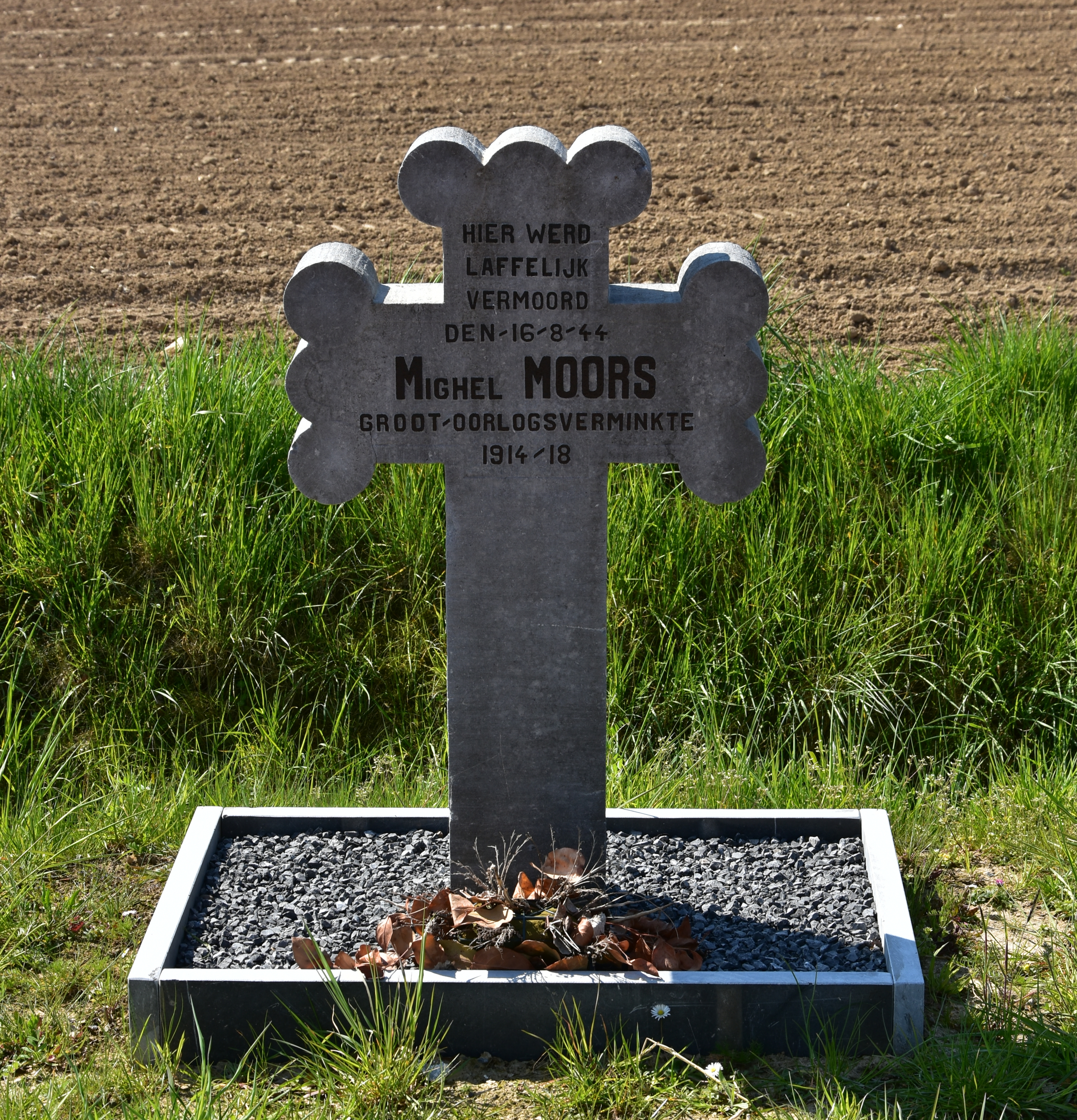
Gedenksteen voor Michel Moors, vermoord door leden van de Boerenwacht

De Boerenwacht was een organisatie die zich tijdens de Tweede Wereldoorlog bezighield met de bewaking van velden en weides in België. Tijdens de Duitse bezetting hadden landbouwers regelmatig te kampen met diefstal van veldvruchten, oogst en vee.
De Boerenwacht werd opgericht bij besluit van 24 juni 1941 door de secretaris-generaal voor binnenlandse zaken Gerard Romsée van het VNV als onderdeel van de Nationale Landbouw- en Voedingscorporatie (NLVC). De Boerenwacht was op gemeentelijk niveau georganiseerd en stond onder leiding van de burgemeesters. De Boerenwacht kon beschouwd worden als een hulp-politiedienst voor de gemeentepolitie.
In eerste instantie konden de boeren zich vrijwillig aansluiten bij de Boerenwacht. Door de stempel van de Nieuwe Orde en de talrijke leden van het VNV weigerden heel wat boeren zich hierbij aan te sluiten. Op 9 augustus 1941 verscheen in het Belgisch Staatsblad een besluit dat de burgemeesters de mogelijkheid gaf om bepaalde categorieën mensen verplicht op te vorderen voor de Boerenwacht. Deze dienst diende onbezoldigd en in eerste instantie onbewapend uitgevoerd te worden.
Pas later kreeg men ook de toestemming om zich te bewapenen met jachtgeweren. Ervoor konden de leden personen enkel staande houden en overdragen aan de lokale politie. De organisatie werkte samen met de plaatselijke boeren, rijkswachters en veldwachters.
Vanaf 1943 hield het verzet zich bezig met het vernietigen van koolzaad, dat kan dienen voor het vervaardigen van smeerolie door de bezetters. Heel wat Boerenwacht-leden onttrokken zich aan de bewakingsopdrachten waardoor het optreden van de organisatie ondermijnd werd. In de aanloop naar de bevrijding in de zomer van 1944 had de Boerenwacht een weinig effectieve werking meer. Toch werd op 16 augustus 1944, ongeveer een maand voor de bevrijding van België, Michel Moors in Hees (Bilzen) nog omgebracht door vier leden van de Boerenwacht.